# うぉっしゅ
『うぉっしゅ』は、2025年5月2日に公開された日本映画。監督・脚本は岡﨑育之介、主演は中尾有伽と研ナオコ。
ソープ嬢として働く主人公の加那が、認知症の祖母・紀江の介護をすることになり、実家とソープ店を行き来して「人の身体」を洗い続けるダブルワークの葛藤と祖母との結びつきが描かれる。
第19回大阪アジアン映画祭 インディ・フォーラム部門入選。

## キャスト

### 主要人物
加那
演 - 中尾有伽
主人公。ソープ嬢の源氏名は「コユキ」。地元の人間には「不動産会社で事務員をしている」と説明している。
さみしさや人との距離の埋め方がわからず、稼いだそばからお金を使ってしまう。自分の仕事に誇りが持てずにいる。
紀江
演 - 研ナオコ
加那の祖母。認知症を患っており、孫である加那のことを忘れている。最初は会話も通じなかった。

### ソープ店「ロングライン」
すみれ
演 - 中川ゆかり
同僚で、堅実な性格。「1億円もらったら貯金する」タイプ。謎めいたところがあるが、内心は加那のことを心配している。
久美
演 - 重松文
同僚で、喜怒哀楽が激しい。源氏名は「くるみ」。ホストにガチ恋している。
柿谷
演 - 嶋佐和也（ニューヨーク）
ボーイ。無愛想なようで、働く女性たちのことを気にかける一面を見せる。

### 地元の人々
古田
演 - 赤間麻里子
通称「フーちゃんママ」。磯貝家の隣人でお手本のような「田舎の良いおばちゃん」。
早苗のいない間、夜の時間の紀江の介護を手伝ってくれている。

### 加那の家族・関係者
早苗
演 - 磯西真喜
加那の母親。入院のため、加那に紀江の介護を1週間交代してもらうことを依頼する。
名取
演 - 髙木直子
加那が自宅に雇っている家政婦。

## スタッフ
- 監督・脚本・編集・企画 - 岡﨑育之介[4]
- 音楽 - 永太一郎[4]
- 共同プロデューサー - 神原健太朗、ムラタマリエ[4]
- ラインプロデューサー - 赤間俊秀[4]
- 監督補 - 佃直樹[4]
- 撮影 - 江成隼[4]
- 照明 - 西野正浩[4]
- 録音 - 岩﨑敢志、庄野廉太朗[4]
- 美術 - 中村光寿[4]
- スタイリスト - 川邉舞[4]
- ヘアメイク - 幸田啓[4]
- カラリスト - 井上海[4]
- 整音 - 庄野廉太朗[4]
- ミキサー - 紫藤佑弥[4]
- 助監督 - 中村光寿[4]
- 制作プロダクション - 役式[3]
- 配給 - NAKACHIKA PICTURES[4]

## ロケ協力
- 阿佐ヶ谷一番街商店会[5]
- MATINA NEWARI DINING[5]
- Yuisハウススタジオ[5]
- アンティエーレ 青山本店[5]
- LAG SPACE SHINJYUKU#2[5]
- 光が丘IMA[5]
- THE BAR FLAG[5]
- 独楽寿司 大和本店[5]
- 後藤荘（西新宿）[5]
- 沢井1丁目自治会 [5]